# اوا الوردیا
الوهور اوا آلوردیا (متولد ۱۳ اوت ۱۹۸۹)، که بیشتر با نام اوا الوردیا یا به سادگی اوا شناخته می‌شود، خواننده رپ، هنرمند آرایش، طراح مد و کارآفرین نیجریه ای است. اوا که اهل ایالت دلتا است در ابوجا به دنیا آمد و بزرگ شد. او به عنوان یکی از بهترین رپرهای زن در نیجریه شناخته می‌شود. مشارکت‌های او در صنعت موسیقی نیجریه، چندین جایزه برای او به ارمغان آورده‌است، از جمله یک جایزه سرگرمی نیجریه، یک جایزه Eloy و یک جایزه YEM. اولین آلبوم استودیویی او با نام ۱۹۶۰ در سپتامبر ۲۰۱۶ منتشر شد
اولین میکس‌تپ اوا با عنوان چون تو منتظر بودی، در ۱ مارس ۲۰۱۶ منتشر شد. شامل پنج آهنگ، یکی از آهنگ‌های میکس از تک‌آهنگ سال ۲۰۰۰ دی‌ام‌اکس با نام «این عوضی‌ها چه می‌خواهند» را نمونه می‌کند. در ژانویه ۲۰۲۰، پس از وقفه ای در موسیقی، ایوا تک آهنگ «دوست یا دشمن» را که توسط جسی آلوردیا تهیه شده بود منتشر کرد. او موزیک ویدیوی این آهنگ را با ایبوکون ویلیامز کارگردانی کرد.